# Markayankottai
Markayankottai es una ciudad y nagar Panchayat situada en el distrito de Theni en el estado de Tamil Nadu (India). Su población es de 6135 habitantes (2011).

## Demografía
Según el censo de 2011 la población de Markayankottai era de 6135 habitantes, de los cuales 3094 eran hombres y 3041 eran mujeres. Markayankottai tiene una tasa media de alfabetización del 73,35%, inferior a la media estatal del 80,09%: la alfabetización masculina es del 81,35%, y la alfabetización femenina del 65,27%.